# یواس‌اس پترل (پی‌جی-۲)
یواس‌اس پترل (پی‌جی-۲) (به انگلیسی: USS Petrel (PG-2)) یک کشتی بود که طول آن ۱۸۸ فوت (۵۷ متر) بود. این کشتی در سال ۱۸۸۸ ساخته شد.